# Frederick C. Leonard
Frederick Charles Leonard (12 mars 1896 - 23 juin 1960), astronome américain, détenteur d'un doctorat d'astronomie de l'université de Berkeley (1921), professeur à l'université de Californie (UCLA, Los Angeles), fut le premier président de la Society for Research on Meteorites, fondée en 1933, renommée Meteoritical Society après une interruption de ses réunions pendant la Seconde Guerre mondiale.
La société institua une récompense en 1962, la médaille Leonard, pour récompenser les contributions illustres à la science des météorites et des champs afférents.